# Geiranger
Geiranger – wieś w zachodniej Norwegii, w okręgu Møre og Romsdal, w gminie Stranda. Położona jest na brzegu fjordu Geirangerfjorden. Mieszka w niej 250 osób.
Przez wieś przechodzi droga okręgowa o numerze 63. Geiranger jest stale zagrożona zapadnięciem się pobliskiej góry Åkerneset do fjordu, co mogłoby skutkować wywołaniem fali tsunami i zatopieniem wsi.

## Turystyka
Turystyka jest dla stałych mieszkańców wsi głównym źródłem dochodu. W miejscowości istnieje pięć hoteli i ponad dziesięć pól namiotowych.
Sezon turystyczny rozpoczyna się w maju, a kończy w sierpniu.
W Geiranger znajduje się trzeci co do wielkości port statków wycieczkowych w Norwegii. Co roku, podczas sezonu turystycznego, do portu zawija 140–180 statków.

## W kulturze popularnej
- Fabuła norweskiego filmu katastroficznego Fala z 2015 roku osadzona jest w Geiranger i opowiada o katastrofie wywołanej przez osunięcie się części Åkerneset do fiordu.

## Galeria

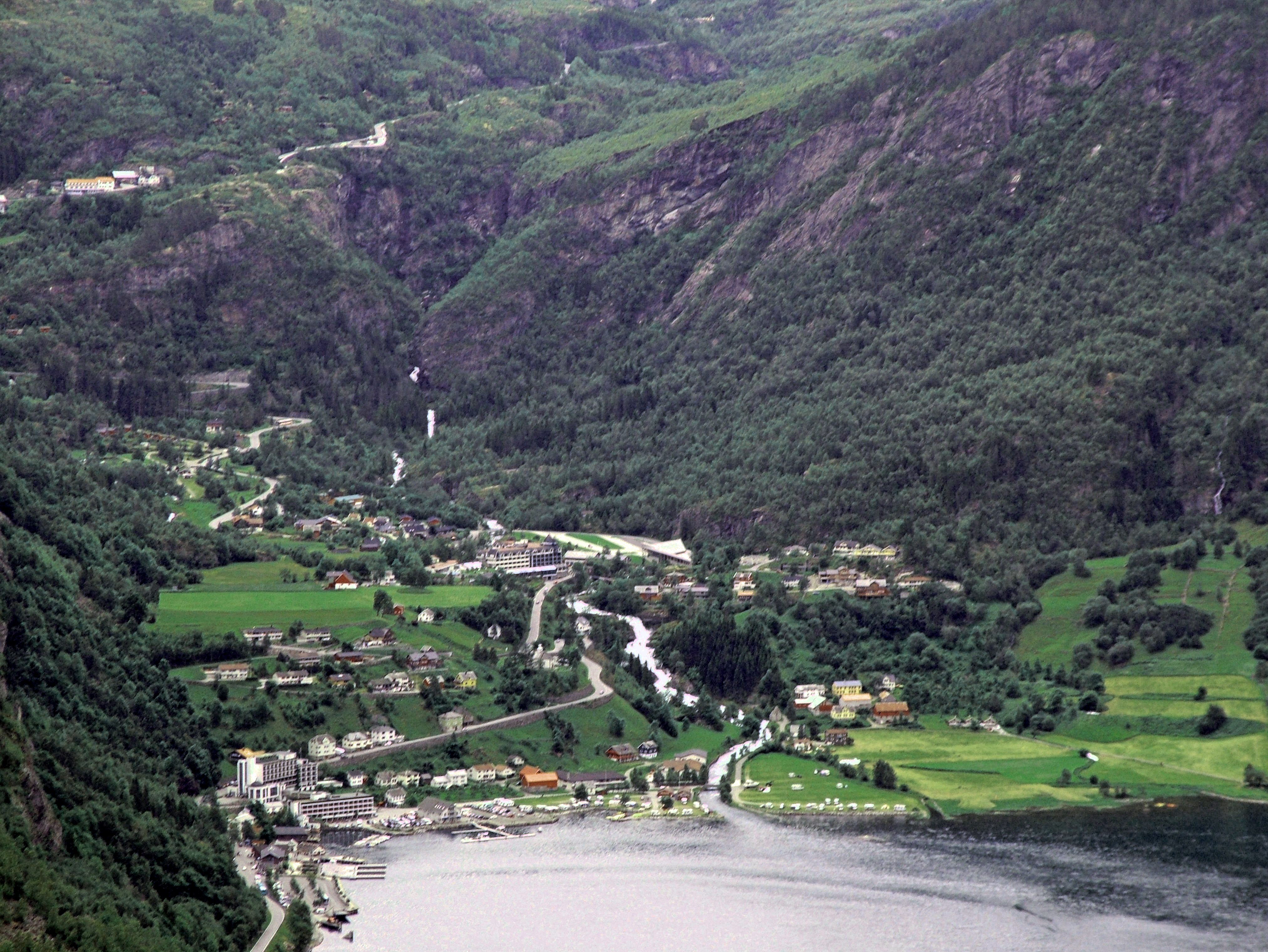
Widok na wieś od strony fjordu
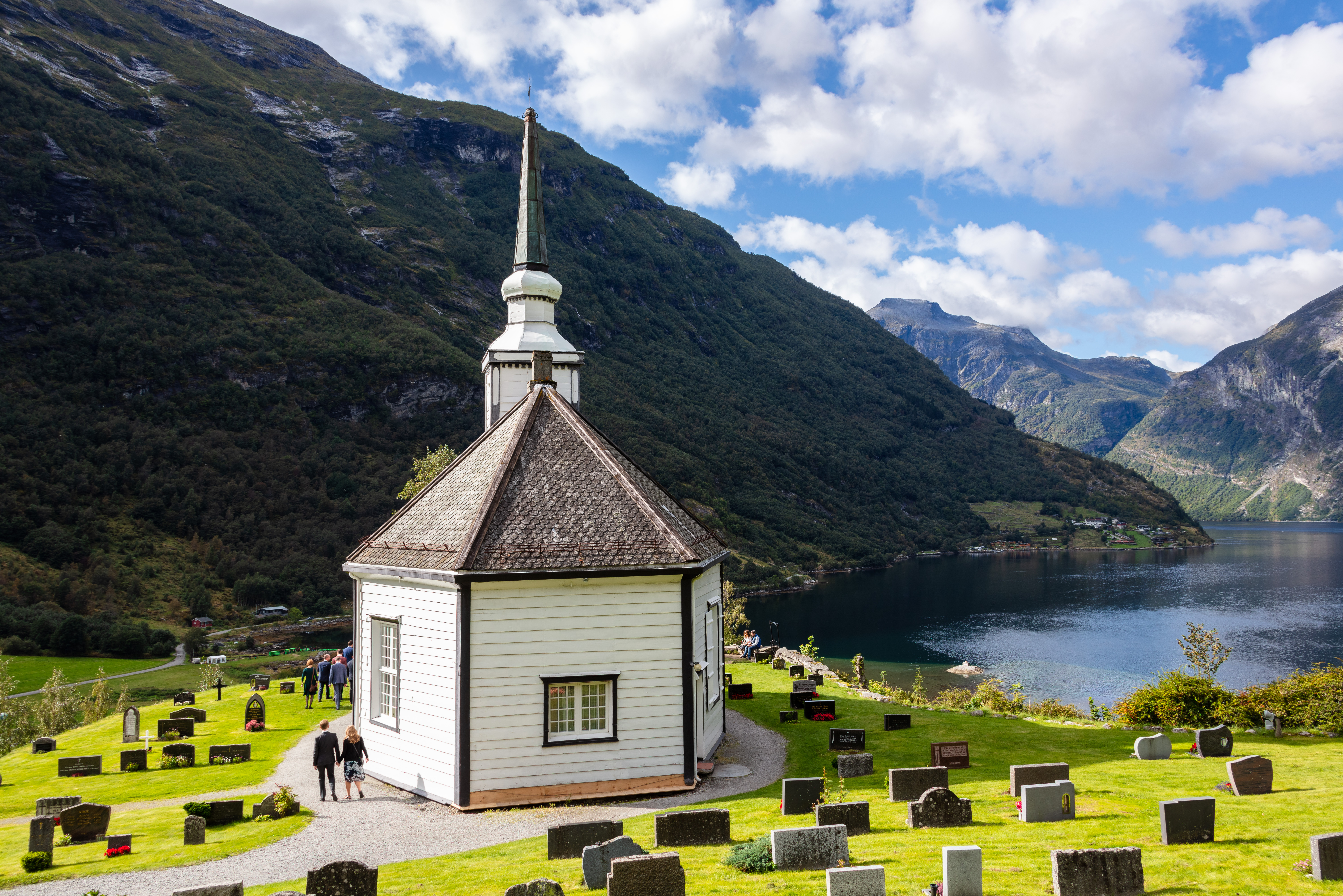
Kościół w Geiranger
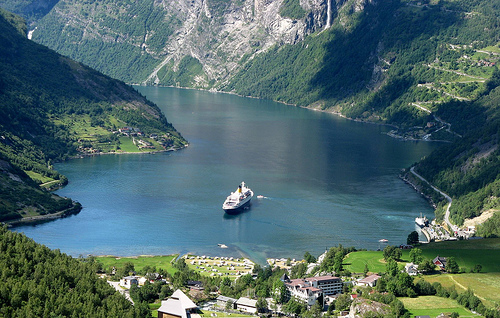
Statek wycieczkowy w Geiranger
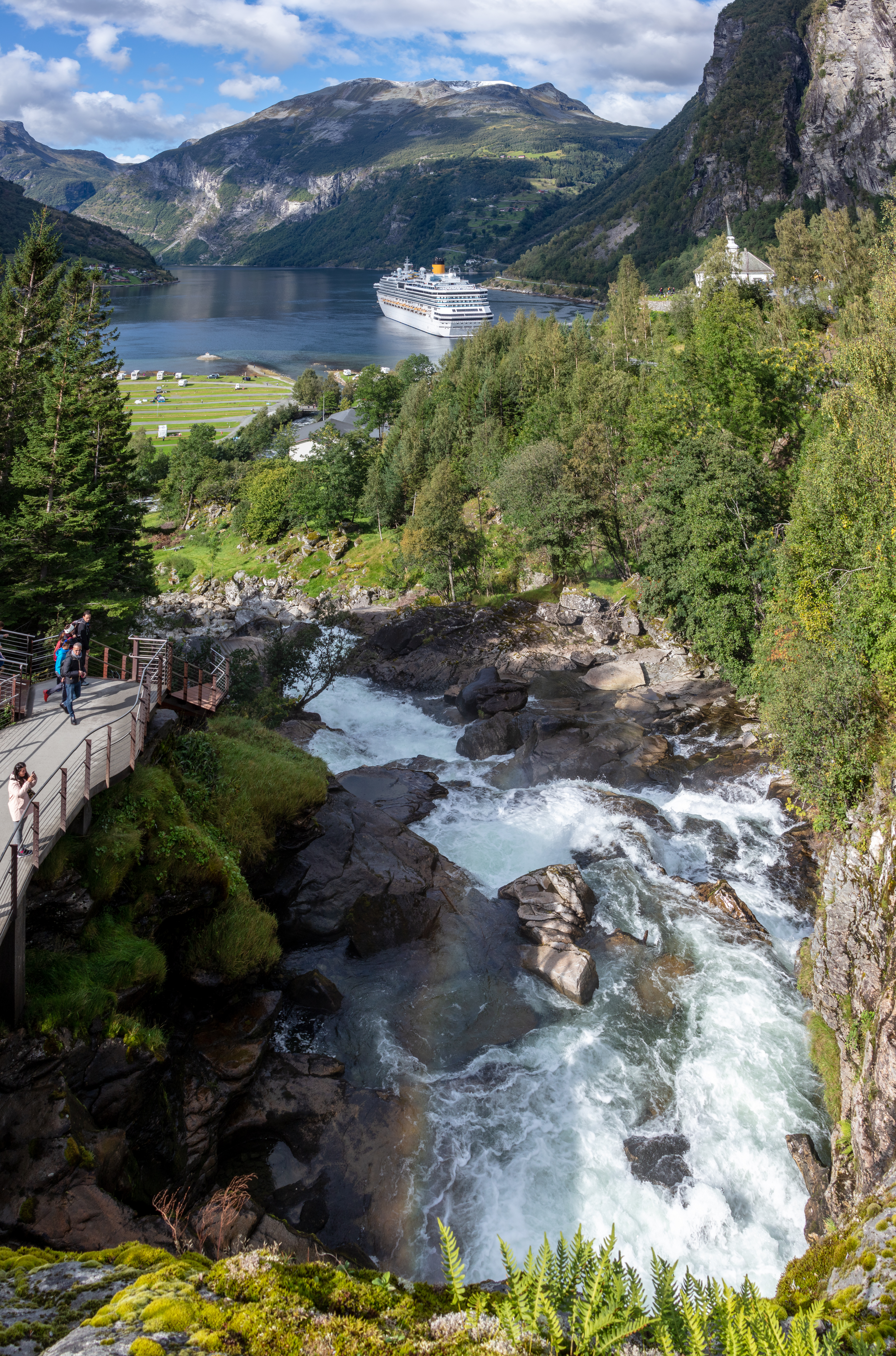
Storfossen, Geiranger